# Sam Raimi
Samuel Marshall Raimi, detto Sam (IPA: [sæm ˈreɪmi]; Royal Oak, 23 ottobre 1959), è un regista, sceneggiatore, attore, produttore cinematografico e televisivo statunitense.
È divenuto noto inizialmente per la trilogia horror de La casa (La casa, La casa 2 e L'armata delle tenebre), da lui scritta, diretta e prodotta e che ne lanciò il sodalizio con l'amico e attore Bruce Campbell. Altri suoi lavori di successo includono la trilogia originale di Spider-Man (Spider-Man, Spider-Man 2 e Spider-Man 3), Drag Me to Hell (2009) e il ventottesimo film del Marvel Cinematic Universe Doctor Strange nel Multiverso della Follia (2022).

## Biografia

### Primi anni
Sam Raimi, quarto di cinque figli, nasce nel Michigan da due commercianti, Celia Barbara Abrams e Leonard Ronald Raimi provenienti da una famiglia ebraica originaria dall'Est Europa (alcune fonti affermano dalla Polonia, altre da Russia e Ungheria), e che cambiarono il cognome Reingewertz in Raimi appena arrivati in America. Studia letteratura inglese all'Università statale del Michigan.

### Gli inizi e la trilogia deLa casa
Comincia ad appassionarsi alla cinematografia quando suo padre compra una cinepresa. Comincia a girare film in Super 8 con l'amico Bruce Campbell. Uno di questi film, Within the Woods (1978) fungerà da prototipo per La casa.
All'università, in società col suo compagno di stanza Robert Tapert e Campbell trova i fondi per un film horror a basso costo. I tre fondano la casa di produzione cinematografica Renaissance Pictures, con l'aiuto del pubblicista Irvin Shapiro, e producono il film La casa (1981), diretto da Raimi, con grande successo. Comincia poi a lavorare al suo secondo film, I due criminali più pazzi del mondo (1985), derivato da un fumetto. Lo studio di produzione s’impone con alcune decisioni sgradite agli autori e il film non ha successo.
Raimi ritorna al genere horror nel 1987 con La casa 2, che modera i toni del primo film in favore di un tono slapstick comedy, che dimostra l‘amore di Raimi per i tre Stooges.
Appassionato di fumetti, Raimi vorrebbe dirigere un adattamento cinematografico del personaggio dell'Uomo Ombra, ma non riesce ad assicurarsene i diritti. Inventa così un suo supereroe, Darkman (1990). Il film fu il suo primo per uno studio hollywoodiano ed ebbe un discreto successo, che permise a Raimi di assicurarsi i fondi per il terzo film della serie La casa, L'armata delle tenebre, che si allontana quasi totalmente dall'horror in favore di elementi fantasy e di commedia.
Negli anni novanta Raimi lavora ad altri generi, dirigendo film come il western Pronti a morire (1995), in cui figurano oltre a Sharon Stone (che ha anche scelto e imposto Raimi, in qualità di co-produttrice, per dirigere il film) dei giovanissimi Leonardo DiCaprio e Russell Crowe (al suo primo ruolo statunitense), Soldi sporchi del 1998, con Bill Paxton e Billy Bob Thornton, e Gioco d'amore del 1999, con Kevin Costner.

### La trilogia diSpider-Man

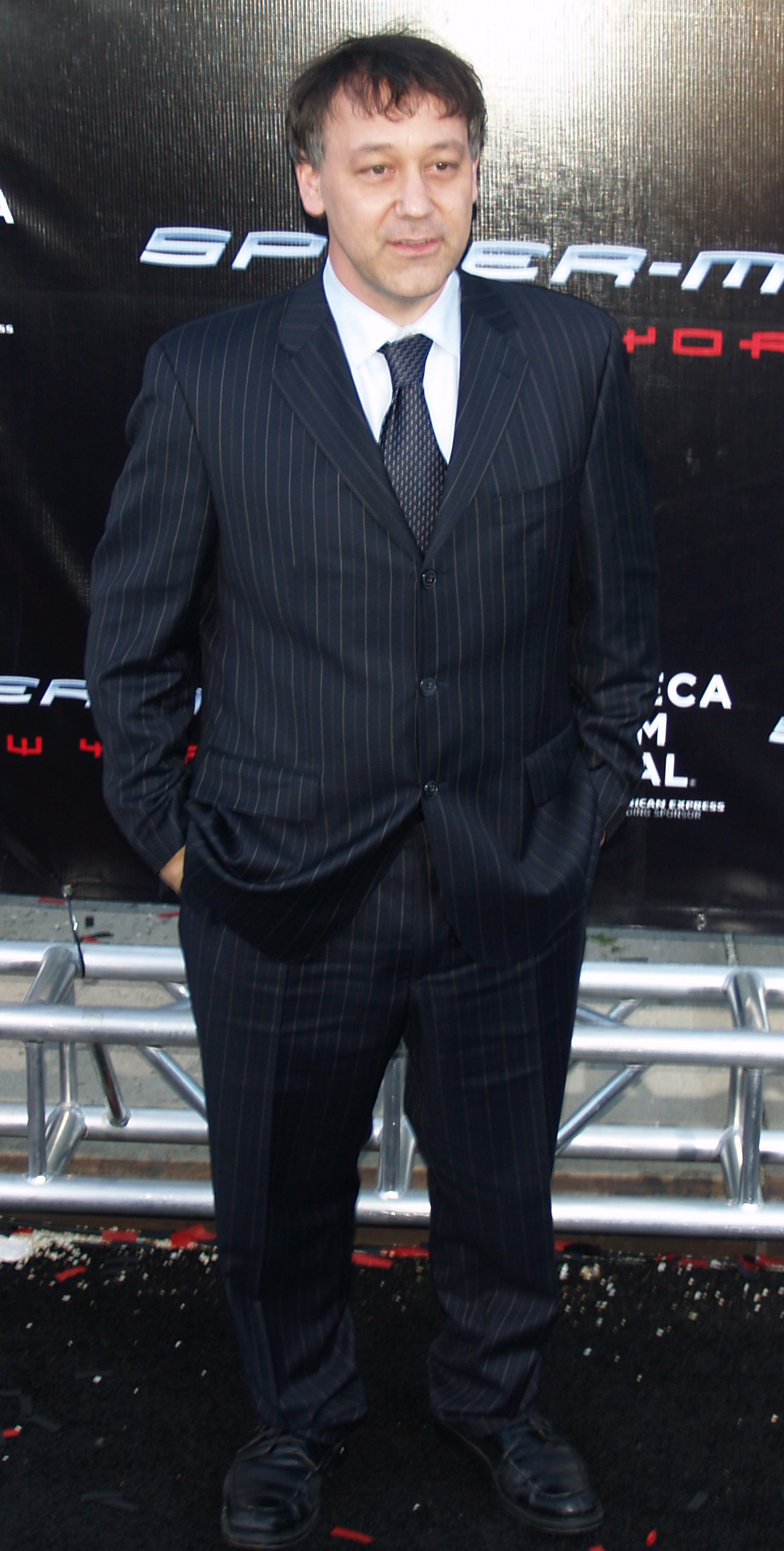
Sam Raimi alla première di Spider-Man 3 nell'aprile del 2007

Nell'aprile del 1999 la Sony Pictures annuncia l'intenzione di voler girare un film su Spider-Man. Raimi viene scelto per dirigere la pellicola, battendo Roland Emmerich, Tim Burton, Chris Columbus e David Fincher, anch'essi interessati al progetto. Raimi decide di scegliere Tobey Maguire per il ruolo di Peter Parker / Spider-Man, andando anche contro il parere dei produttori che non erano convinti, almeno all'inizio, delle capacità dell'attore. Il film ha un grande successo commerciale e guadagna 822 milioni di dollari in tutto il mondo, e Raimi riesce a concretizzare un progetto a lungo ritardato per motivi tecnici e creativi.
Il successo del primo film di Spider-Man gli permette di dirigere il sequel Spider-Man 2 nel 2004. Il film viene apprezzato dai critici e si dimostra essere un grande successo finanziario con un incasso di 783 milioni di dollari in tutto il mondo. Durante la produzione di questo film, Raimi litiga pesantemente con il compositore della colonna sonora Danny Elfman, cosa che comporta la chiusura della loro collaborazione artistica. Proprio per questo, Elfman deciderà di non partecipare a Spider-Man 3,, film diretto sempre da Raimi nel 2007, che pur non essendo acclamato dalla critica come i precedenti incassa 891 milioni di dollari in tutto il mondo. Raimi giustifica le critiche negative per l'eccessiva presenza di troppi antagonisti, ma anche per le insistenze del produttore della pellicola, Avi Arad, riguardo al coinvolgimento di Venom nel film, cosa che portò Raimi a modificare la sceneggiatura scritta da lui e suo fratello Ivan Raimi. Anni più tardi, in occasione della campagna promozionale del film del Sony's Spider-Man Universe Venom, Avi Arad ammetterà di essere pentito per aver imposto di inserire Venom nel film e non aver permesso a Sam Raimi di raccontare la storia che aveva in mente originariamente.
Gli incassi finali dell'intera trilogia ammontano a 2,5 miliardi di dollari.

### Dal 2009
Nel 2009 ha diretto il film Drag Me to Hell, prodotto dalla Ghost House Pictures, un horror sovrannaturale con Alison Lohman e Justin Long. Il film ha un buon successo commerciale e guadagna 90 milioni di dollari in tutto il mondo
Dopo questo film, Raimi comincia a lavorare a Spider-Man 4, tuttavia nel 2010 la Columbia Pictures annuncia la cancellazione del quarto capitolo in favore di un reboot della saga girato in 3D dal titolo The Amazing Spider-Man.
A ottobre 2010, Raimi viene assunto alla regia di Il grande e potente Oz, prequel del famoso adattamento del 1939 Il mago di Oz. Il film esce l'8 marzo 2013. Durante la produzione di questo film, Raimi si riappacifica con il compositore Danny Elfman, con cui aveva troncato i rapporti ai tempi di Spider-Man 2.
Nel luglio 2014 ha dichiarato di essere al lavoro su un film adattamento del videogioco The Last of Us in veste di produttore attraverso la Ghost House Pictures.
Nell'aprile 2020, dopo più di mezzo decennio lontano dalla macchina da presa, Sam Raimi viene ingaggiato per dirigere il film dell'Universo Cinematografico Marvel Doctor Strange nel Multiverso della Follia, uscito nelle sale cinematografiche il 4 maggio 2022. La pellicola ottiene un riscontro generalmente favorevole da parte della critica, che ne esalta in particolar modo la regia e il tratto autoriale di Raimi come l’elemento distintivo e maggiormente degno di nota.

### Altri lavori
Raimi fece, anche, vari camei in diversi film: in Crocevia della morte, recita la parte di un poliziotto, in Stephen King's The Stand recita nel ruolo di un rozzo killer che paga un prezzo mortale per un suo errore, ne I Flintstones, dove appare nei panni del falso Kyle MacLachlan nella sequenza televisiva della ricostruzione dei presunti crimini commessi dal protagonista e in Ritorno a Tamakwa - Un'estate indiana (Indian Summer), nel quale interpreta il suo più grande ruolo come goffo assistente di Alan Arkin.
Come attore, è comparso in diversi suoi film in rapidi cameo assieme ai fratelli Ted Raimi ed Ivan Raimi; ha avuto diverse comparsate in varie pellicole, affiancando i colleghi registi Joel Coen, Frank Oz, Terry Gilliam, Costa-Gavras, Michael Apted e Martin Brest (nel film Spie come noi), Tom Savini, Michael Ritchie, Dario Argento ed ancora Frank Oz in Amore all'ultimo morso, John Carpenter e Wes Craven in Body Bags - Corpi estranei e Frank Darabont nella miniserie televisiva Shining.
Oltre ai film, Raimi ha lavorato in televisione, producendo serie come Xena - Principessa guerriera e, con suo fratello Ted Raimi e il suo amico di lunga data Campbell, Hercules, Jack of All Trades e Spartacus. È inoltre produttore della serie La spada della verità.

## Vita privata
Due dei suoi fratelli hanno lavorato con lui: uno è lo sceneggiatore Ivan Raimi, che ha scritto una parte della sceneggiatura di Spider-Man 3, l'altro è l'attore Ted Raimi, che ha interpretato una parte nella serie di film dedicata a Spider-Man.
È sposato con Gillian Greene ed ha cinque figli.

## Tratti distintivi
Nei suoi film e nei suoi progetti televisivi appaiono spesso sullo schermo il fratello di Sam Raimi, Ted Raimi e il suo amico Bruce Campbell, nonostante queste apparizioni siano spesso solo dei piccoli cameo. In Darkman fanno una brevissima apparizione i fratelli Joel ed Ethan Coen, a bordo di un'automobile. Egli include spesso nei suoi film una Oldsmobile Delta 88 gialla del 1974, chiamata The Classic.
Altri tratti distintivi del regista includono:
- Inquadrature e piani sequenza in cui la camera segue molto velocemente un oggetto o una persona in movimento come una freccia.
- Inquadrature che stringono sui primi piani e sul particolare degli occhi dei personaggi, per creare una connessione emotiva con questi ultimi o la suspense prima di un Jumpscare.
- Rapidi effetti Vertigo al contrario: da un dettaglio appartenente a un oggetto o un personaggio la visuale viene "sparata" all'indietro per mettere in luce cosa accade intorno.
- Montaggio veloce delle sequenze per coprire molte azioni, spesso simili tra loro, in un breve lasso di tempo;
- Inquadrature di fumo o nebbia nei primi minuti della maggior parte dei suoi film.
- Appare spesso nei suoi film in brevissimi cameo in cui è vestito in giacca e cravatta. Chiaro rimando ad Alfred Hitchcock, uno dei maestri ispiratori di Raimi.

Raimi spesso prende in prestito scene e idee dal Cinema di Hong Kong, specialmente da Storia di fantasmi cinesi in almeno uno dei film della serie La casa e soprattutto per Xena.

## Filmografia

### Regista

#### Cinema
- It's Murder! (1977)
- La casa (The Evil Dead) (1981)
- I due criminali più pazzi del mondo (Crimewave) (1985)
- La casa 2 (Evil Dead II: Dead by Dawn) (1987)
- Darkman (1990)
- L'armata delle tenebre (Army of Darkness) (1992)
- Pronti a morire (The Quick and the Dead) (1995)
- Soldi sporchi (A Simple Plan) (1998)
- Gioco d'amore (For Love of the Game) (1999)
- The Gift (2000)
- Spider-Man (2002)
- Spider-Man 2 (2004)
- Spider-Man 3 (2007)
- Drag Me to Hell (2009)
- Il grande e potente Oz (Oz the Great and Powerful) (2013)
- Doctor Strange nel Multiverso della Follia (Doctor Strange in the Multiverse of Madness) (2022)
- Send Help (2026)

#### Televisione
- Rake (2014) – Serie Tv, episodi Serial Killer e Il cannibale
- Ash vs Evil Dead (2015) – Serie Tv, episodio El Jefe
- 50 States of Fright (2020) – Serie Tv, episodi The Golden Arm (Michigan) - Part 1, Part 2 e Part 3

#### Cortometraggi
- Out West (1972)
- The Great Bogus Monkey Pignuts Swindle (1975)
- Uncivil War Birds (1976)
- The James R. Hoffa Story, Part II (1976)
- Mystery No Mystery (1976)
- Attack of the Pillsbury Doughboy (1976)
- The Happy Valley Kid (1977)
- Six Months to Live (1977)
- Picnic (1977)
- Civil War Part II (1977)
- Within the Woods (1978)
- Clockwork (1978)
- William Shakespeare: The Movie (1979)
- The Sappy Sap (1985)
- Royal Court of China: Half the Truth (1989)
- The Black Ghiandola (2017)

### Sceneggiatore

#### Cinema
- It's Murder! (1977)
- La casa (The Evil Dead) (1981)
- I due criminali più pazzi del mondo (Crimewave) (1985)
- La casa 2 (Evil Dead II: Dead by Dawn) (1987)
- Città selvaggia (Easy Wheels), regia di David O'Malley (1989)
- Darkman (1990)
- The Nutt House, regia di Adam Rifkin (1992)
- L'armata delle tenebre (Army of Darkness) (1993)
- Mister Hula Hoop (The Hudsucker Proxy), regia di Joel Coen (1994)
- Man with the Screaming Brain, regia di Bruce Campbell (2005)
- Spider-Man 3 (2007)
- Drag Me to Hell (2009)

#### Televisione
- Mantide, regia di Eric Laneuville (1994) – Film TV
- M.A.N.T.I.S. (1994-1995) – Serie TV
- Spy Game (1997) – Serie TV
- Ash vs Evil Dead (2015-2018) – Serie TV
- 50 States of Fright (2020) – Serie TV, episodi The Golden Arm (Michigan) - Part 1, Part 2 e Part 3

#### Cortometraggi
- Out West (1977)
- Within the Woods (1978)
- Clockwork (1978)

### Produttore

#### Cinema
- It's Murder! (1977)
- La casa (The Evil Dead) (1981)
- Città selvaggia (Easy Wheels), regia di David O'Malley (1989)
- The Dead Next Door, regia di J. R. Bookwalter (1989)
- Svitati (Lunatics: A Love Story), regia di Josh Becker (1991)
- Senza tregua (Hard Target), regia di John Woo (1993)
- Timecop - Indagine dal futuro (Timecop), regia di Peter Hyams (1994)
- Darkman III - Darkman morirai (Darkman III: Die Darkman Die), regia di Bradford May (1996)
- The Grudge, regia di Takashi Shimizu (2004)
- Boogeyman - L'uomo nero (Boogeyman), regia di Stephen Kay (2005)
- The Grudge 2, regia di Takashi Shimizu (2006)
- The Messengers, regia di Oxide Pang Chun e Danny Pang (2007)
- La setta delle tenebre (Rise: Blood Hunter), regia di Sebastian Gutierrez (2007)
- 30 giorni di buio (30 Days of Night), regia di David Slade (2007)
- Drag Me to Hell (2009) – Non accreditato
- The Possession, regia di Ole Bornedal (2012)
- La casa (Evil Dead), regia di Fede Álvarez (2013)
- Il mistero del gatto trafitto (Murder of a Cat), regia di Gillian Greene (2014)
- Poltergeist, regia di Gil Kenan (2015)
- Man in the Dark, regia di Fede Alvarez (2016)
- The Worst Planet on Earth, regia di Joe e Lloyd Stas (2019) – Cortometraggio
- Crawl - Intrappolati (Crawl), regia di Alexandre Aja (2019)
- The Grudge, regia di Nicolas Pesce (2020)
- Il sacro male (The Unholy), regia di Evan Spiliotopoulos (2021)
- L'uomo nel buio - Man in the Dark (Don't Breathe 2), regia di Rodo Sayagues (2021)
- Nightbooks - Racconti di paura (Nightbooks), regia di David Yarovesky (2021)
- Umma, regia di Iris K. Shim (2022)
- 65 - Fuga dalla Terra (65), regia di Scott Beck e Bryan Woods (2023)
- Boy Kills World, regia di Moritz Mohr (2023)
- Don't Move, regia di Brian Netto e Adam Schindler (2024)
- Locked, regia di David Yarovesky (2025)

#### Televisione
- Darkman, regia di Brian Grant (1992) – Film TV
- Mantide, regia di Eric Laneuville (1994) – Film TV
- Hercules e le donne amazzoni (Hercules and the Amazon Women), regia di Bill L. Norton (1994) – Film TV
- Hercules e il regno perduto (Hercules and the Lost Kingdom), regia di Harley Cokeliss (1994) – Film TV
- Hercules e il cerchio di fuoco (Hercules and the Circle of Fire), regia di Doug Lefler (1994) – Film TV
- Hercules nell'inferno degli dei (Hercules in the Underworld), regia di Bill L. Norton (1994) – Film TV
- Hercules nel labirinto del Minotauro (Hercules in the Maze of the Minotaur), regia di Josh Becker (1994) – Film TV
- Darkman II - Il ritorno di Durant (Darkman II: The Return of Durant), regia di Bradford May (1994) – Film TV
- M.A.N.T.I.S. (1994-1995) – Serie TV
- American Gothic (1995-1996) – Serie TV
- Hercules (Hercules: The Legendary Journeys) (1995-1999) – Serie TV
- Xena - Principessa guerriera (Xena: Warrior Princess) (1995-2001) – Serie TV
- Spy Game (1997) – Serie TV
- Hercules e Xena: la battaglia del monte Olimpo (Hercules and Xena – The Animated Movie: The Battle for Mount Olympus), regia di Lynne Naylor (1998) – Film TV
- Young Hercules, regia di T.J. Scott (1998) – Film TV
- Young Hercules (1998-1999) – Serie TV
- Jack of All Trades (2000) – Serie TV
- Cleopatra 2525(2000-2001) – Serie TV
- Xena - Principessa guerriera - Lo scontro finale (Xena: Warrior Princess - A Friend in Need), regia di Rob Tapert (2002) – Miniserie TV
- La spada della verità (Legend of the Seeker) (2008-2010) – Serie TV
- 13: Fear Is Real (2009) – Serie TV
- Zombie Roadkill, regia di Dave Green (2010) – Miniserie TV
- Spartacus (2010-2013) – Serie TV
- Spartacus - Gli dei dell'arena (Spartacus: Gods of the Arena), di registi vari (2011) – Miniserie TV
- Rake (2014) – Serie TV
- Knifeman, regia di Craig Zisk (2014) – Film TV
- Ash vs Evil Dead (2015-2018) – Serie TV

#### Cortometraggi
- Within the Woods (1978)
- Clockwork (1978)

### Attore

#### Cinema
- You Nazi Spy, regista non conosciuto (1974) – Cortometraggio
- No Dough Boys, regia di Scott Spiegel (1974) – Cortometraggio
- The James Hoffa Story, regia di Bruce Campbell e Scott Spiegel (1975) – Cortometraggio
- The Great Bogus Monkey Pignuts Swindle (1975) – Cortometraggio
- I'll Never Heil Again, regia di Bruce Campbell e Scott Spiegel (1975) – Cortometraggio
- The James R. Hoffa Story, Part II (1976) – Cortometraggio
- The Case of the Topanga Pearl, regia di Josh Becker (1976) – Cortometraggio
- Mystery No Mystery (1976) – Cortometraggio
- James Bombed in Here Today... Gun Tomorrow, regia di Scott Spiegel (1976) – Cortometraggio
- Attack of the Pillsbury Doughboy (1976) – Cortometraggio
- The Happy Valley Kid (1977) – Cortometraggio
- The Final Round, regia di Josh Becker (1977) – Cortometraggio
- Picnic (1977) – Cortometraggio
- It's Murder! (1977)
- Civil War Part II (1977) – Cortometraggio
- Shemp Eats the Moon, regia di John Cameron (1978) – Cortometraggio
- Holding It, regia di Josh Becker (1978) – Cortometraggio
- Spring Cleaning, regia di Bruce Campbell (1979) – Cortometraggio
- Attack of the Helping Hand, regia di Scott Spiegel (1979) – Cortometraggio
- The Blind Waiter, regia di Josh Becker e Scott Spiegel (1980) – Cortometraggio
- La casa (The Evil Dead) (1981) – Non accreditato
- Cleveland Smith: Bounty Hunter, regia di Josh Becker (1982) – Cortometraggio
- Hefty's, regia di Bill Premin e John Prusak (1983)
- La guerra di Stryker (Thou Shalt Not Kill... Except), regia di Josh Becker (1985)
- Spie come noi (Spies Like Us), regia di John Landis (1985)
- La casa 2 (Evil Dead II: Dead by Dawn) (1987) – Non accreditato
- Poliziotto sadico (Maniac Cop), regia di William Lustig (1988)
- Terrore senza volto (Intruder), regia di Scott Spiegel (1989)
- Maniac Cop - Il poliziotto maniaco (Maniac Cop 2), regia di William Lustig (1990)
- Crocevia della morte (Miller's Crossing), regia di Joel Coen (1990)
- Amore all'ultimo morso (Innocent Blood), regia di John Landis (1992)
- L'armata delle tenebre (Army of Darkness) (1993) – Non accreditato
- Ritorno a Tamakwa - Un'estate indiana (Indian Summer), regia di Mike Binder (1993)
- Mister Hula Hoop (The Hudsucker Proxy), regia di Joel Coen (1994)
- I Flintstones (The Flintstones), regia di Brian Levant (1994)
- Galaxis, regia di William Mesa (1995)
- Drag Me to Hell (2009) – Non accreditato
- 3 Geezers!, regia di Michelle Schumacher (2013)
- Il libro della giungla (The Jungle Book), regia di Jon Favreau (2016) – Doppiaggio
- Fanboy, regia di Gillian Greene (2019) – Cortometraggio

#### Televisione
- Viaggio al centro della Terra (Journey to the Center of the Earth), regia di William Dear (1993) – Film TV
- Body Bags - Corpi estranei (Body Bags), regia di John Carpenter, Tobe Hooper e Larry Sulkis (1993) – Film TV
- Mantide, regia di Eric Laneuville (1994) – Film TV
- L'ombra dello scorpione (The Stand), regia di Mick Garris (1994) – Miniserie TV
- Shining (The Shining), regia di Mick Garris (1997) – Miniserie TV

## Riconoscimenti
- Saturn Award
  - 1991 – Candidatura per la miglior regia per Darkman
  - 2001 – George Pal Memorial Award
  - 2003 – Candidatura per la miglior regia per Spider-Man
  - 2005 – Miglior regia per Spider-Man 2
  - 2008 – Candidatura per la miglior regia per Spider-Man 3
- Sitges - Festival internazionale del cinema fantastico della Catalogna
  - 1982 – Premio della giuria internazionale per La casa
  - 1987 – Candidatura per il miglior film per La casa 2
  - 1990 – Premio per il miglior regista per Darkman (ex aequo con John McNaughton per Henry, pioggia di sangue)
  - 1990 – Candidatura per il miglior film per Darkman
  - 1992 – Premio onorario Time-Machine
  - 1992 – Candidatura per il miglior film per L'armata delle tenebre
- Festival internazionale del film fantastico di Avoriaz
  - 1993 – Candidatura al Gran premio per L'armata delle tenebre
- Festival internazionale del cinema fantastico di Bruxelles
  - 1993 – Corvo d'oro per L'armata delle tenebre
- Festival del film poliziesco di Cognac
  - 1999 – Premio speciale della giuria per Soldi sporchi (ex aequo con Thursday - Giovedì di Skip Woods)
- Empire Awards
  - 2003 – Candidatura per il miglior regista per Spider-Man
  - 2005 – Miglior regista per Spider-Man 2
- Festival internazionale del cinema di Porto
  - 1988 – Candidatura al Grande Prémio Fantasporto per il miglior film per La casa 2
  - 1993 – Premio della critica per L'armata delle tenebre
  - 1993 – Candidatura al Grande Prémio Fantasporto per il miglior film per L'armata delle tenebre
- Scream Award
  - 2007 – Candidatura per il miglior regista per Spider-Man 3
  - 2009 – Candidatura per il miglior regista per Drag Me to Hell
- Fright Meter Awards
  - 2009 – Candidatura per il miglior regista per Drag Me to Hell
  - 2009 – Candidatura per la migliore sceneggiatura per Drag Me to Hell (condivisa con Ivan Raimi)
- iHorror Awards
  - 2016 – Miglior serie horror per Ash vs Evil Dead
- Northeast Film Festival
  - 2017 – Candidatura per il miglior regista di un cortometraggio per The Black Ghiandola (condivisa con Catherine Hardwicke e Theodore Melfi)
- Rondo Hatton Classic Horror Awards
  - 2004 – Candidatura per il miglior film per Spider-Man 2
  - 2007 – Candidatura per il miglior film per Spider-Man 3
  - 2009 – Candidatura per il miglior film per Drag Me to Hell
  - 2015 – Miglior prodotto televisivo per Ash vs Evil Dead (condiviso con David Frazee)
  - 2015 – Miglior DVD classico per L'armata delle tenebre
  - 2015 – Miglior restauro per L'armata delle tenebre
  - 2016 – Candidatura per il miglior prodotto televisivo per Ash vs Evil Dead (condivisa con David Frazee)